# Pabellón municipal de deportes de Pontevedra
El Pabellón Municipal de Deportes de Pontevedra es un recinto polideportivo de la ciudad española de Pontevedra.

## Historia
En 1963, cinco años antes de su inauguración, el arquitecto Alejandro de la Sota Martínez presentó un proyecto para el Concurso de Ideas para Instalaciones Deportivas, promovido por la Delegación Nacional, obteniendo el primer premio por el proyecto de pista deportiva y convirtiendo sus propuestas en un modelo a seguir en este tipo de edificios. El Pabellón fue diseñado por Alejandro de la Sota en 1964. Las obras empezaron en 1965.
El 13 de julio de 1968 se inauguró el Pabellón de Deportes Municipal de Pontevedra con la presencia del Delegado Nacional de Educación Física y Deportes, Juan Antonio Samaranch, a quien sería posteriormente presidente del Comité Olímpico Internacional. Un mes después, durante las fiestas de la Peregrina, se organizó un concierto de Los Bravos, Los Silver Stones, Los Dobles y Karina con Los Pekes. En 1969, tras la reunión del Consejo de Administración del Pabellón y el nombramiento de un gerente y la elaboración de un presupuesto de actividades, el pabellón entró en funcionamiento. En él se celebró, como primera competición, la Copa Latina de Balonmano en marzo de ese mismo año.
Entre 1984 y 1985 la cubierta del Pabellón de Deportes sufrió una gran reforma, sustituyéndose la cubierta original de Alejandro de la Sota por la cubierta blanca actual donde se aprecia la rotulación con el nombre del pabellón.
Desde su inauguración, el Palacio de Deportes ha acogido conciertos y diferentes espectáculos e importantes acontecimientos deportivos como el Campeonato del Mundo Junior de Balonmano en 1987 o la Copa del Rey de Balonmano 2005.
En 1996 la original pista oscura dejó paso a la instalación de una superficie de parqué, que mejoró la práctica de todos los deportes que en ella se desenvuelven.  
En 2022 se presentó un proyecto de mejora financiado por el Consejo Superior de Deportes con la sustitución del terreno de juego, la pavimentación del perímetro del edificio, la rectificación de las rampas de acceso, así como la renovación de la barandilla exterior y de los marcadores electrónicos multideporte y de tiempos. Además, se instalarán placas solares en la cubierta para generar energía para el autoabastecimiento.
El Palacio de Deportes recuperó también el diseño original de Alejandro de la Sota, sustituyendo la cubierta añadida en 1986 por otra similar a la diseñada por el arquitecto.
En agosto de 2025 el Pabellón estrenó nueva imagen corporativa en la rotulación presente en la cubierta de color blanco del edificio.

## Descripción
El Pabellón Municipal de Deportes de Pontevedra es un exponente destacado de la arquitectura contemporánea española. De la Sota diseñó el interior del edificio como una caja llena de luz, con una estructura elegante y delicada que genera una sensación de ingravidez en la malla espacial de la cubierta. Esta cubierta está sostenida por ménsulas, equilibradas como una balanza, y presenta una superficie plana y translúcida, similar a una claraboya. En 2016, el Ayuntamiento de Pontevedra encargó la renovación de la cubierta del Pabellón de Deportes para restaurar su aspecto original, que había sido alterado en 1986.
El conjunto se recubrió con paneles finos que conforman el volumen exterior del edificio. La fachada se compone de grandes paneles prefabricados de hormigón armado ensamblados in situ con un grosor mínimo. El edificio destaca por la sutileza en el diseño de la armadura de madera del tejado y en pequeños elementos constructivos como barandillas, pasamanos y parapetos.
El edificio tiene una estructura de hormigón armado y cuatro torres laterales con escaleras que permiten el acceso a la parte superior. La fachada de hormigón prefabricado presenta un característico acabado de garbancillo.
El pabellón tiene un aforo de 4.000 espectadores. Es usado como feudo local por los equipos: Club Cisne de Balonmano de División de Honor Plata, SD Teucro de 1ª nacional de  balonmano, Leis Pontevedra FS de fútbol sala y CB Ciudad de Pontevedra de baloncesto. 

## Galería de imágenes

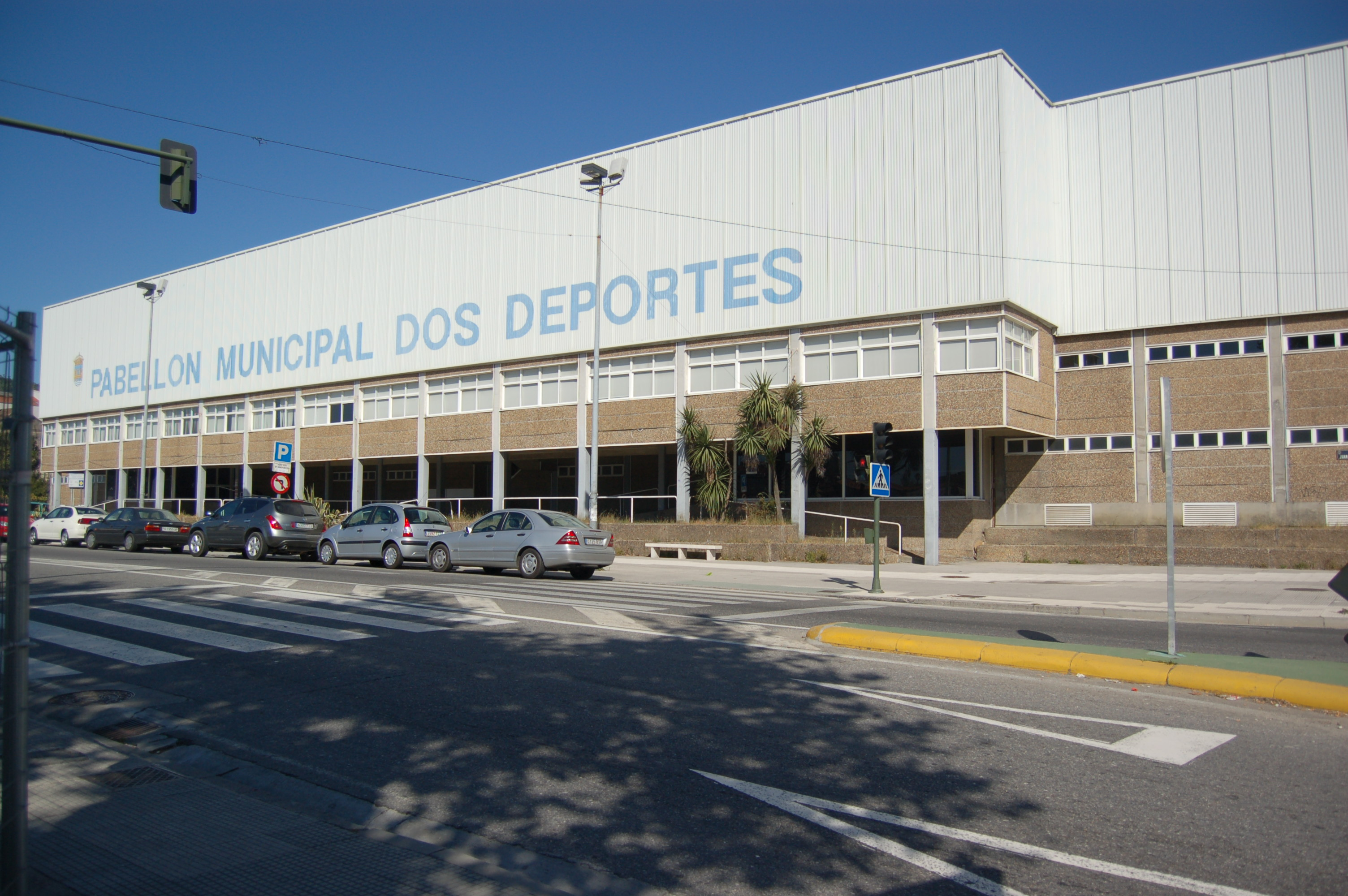
Fachada.
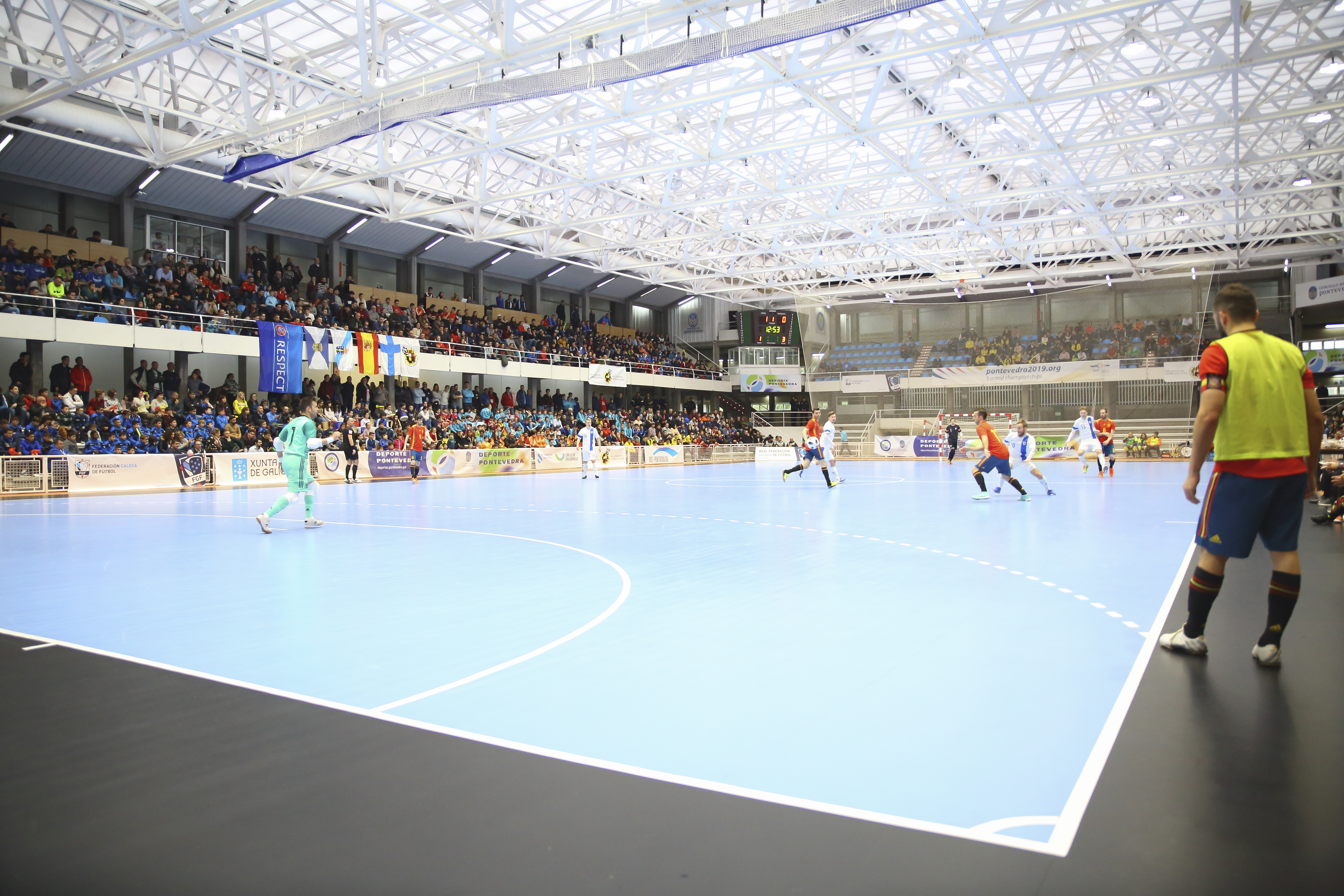
Nueva cubierta translúcida como la de 1968.
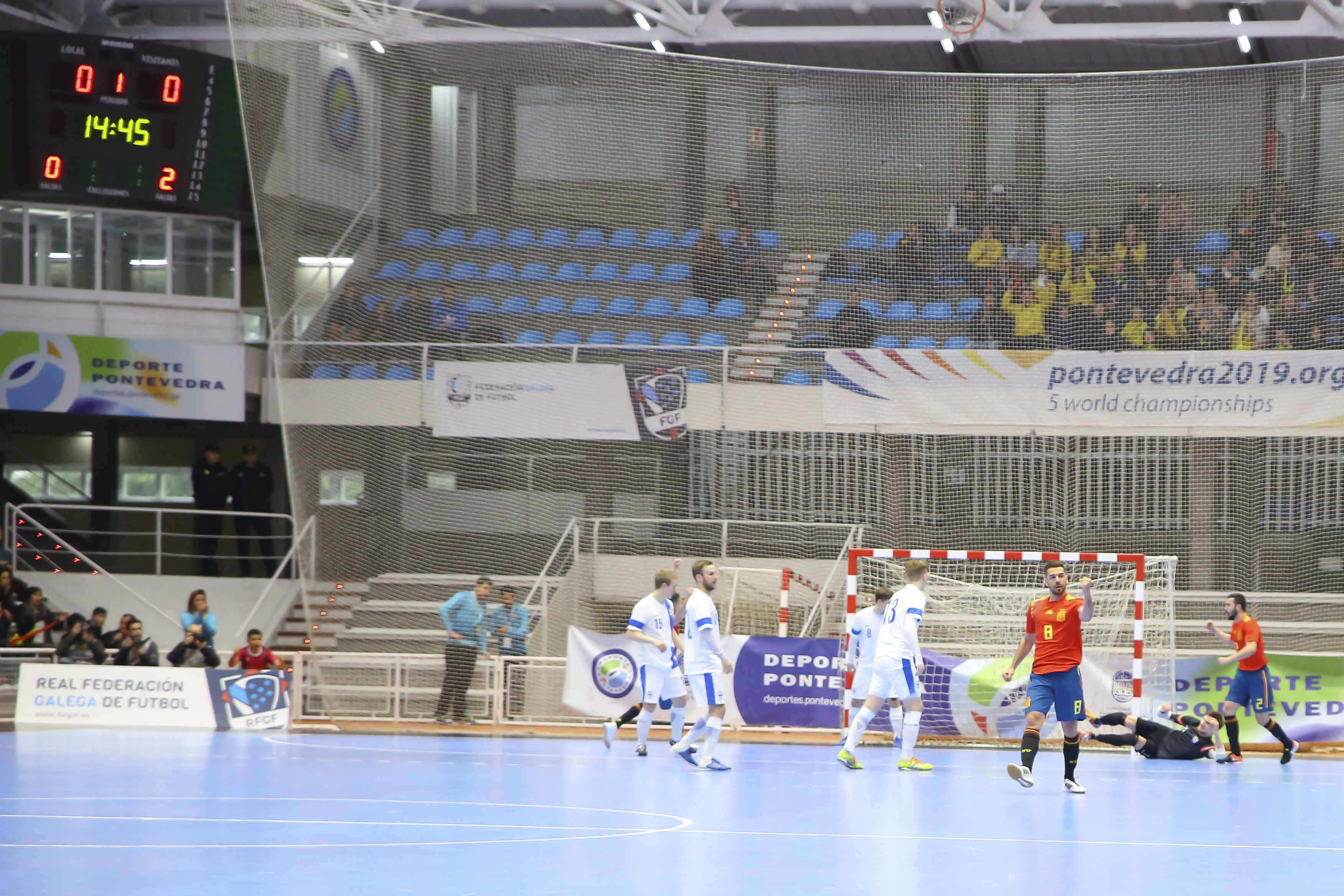
Interior del Pabellón en 2018.
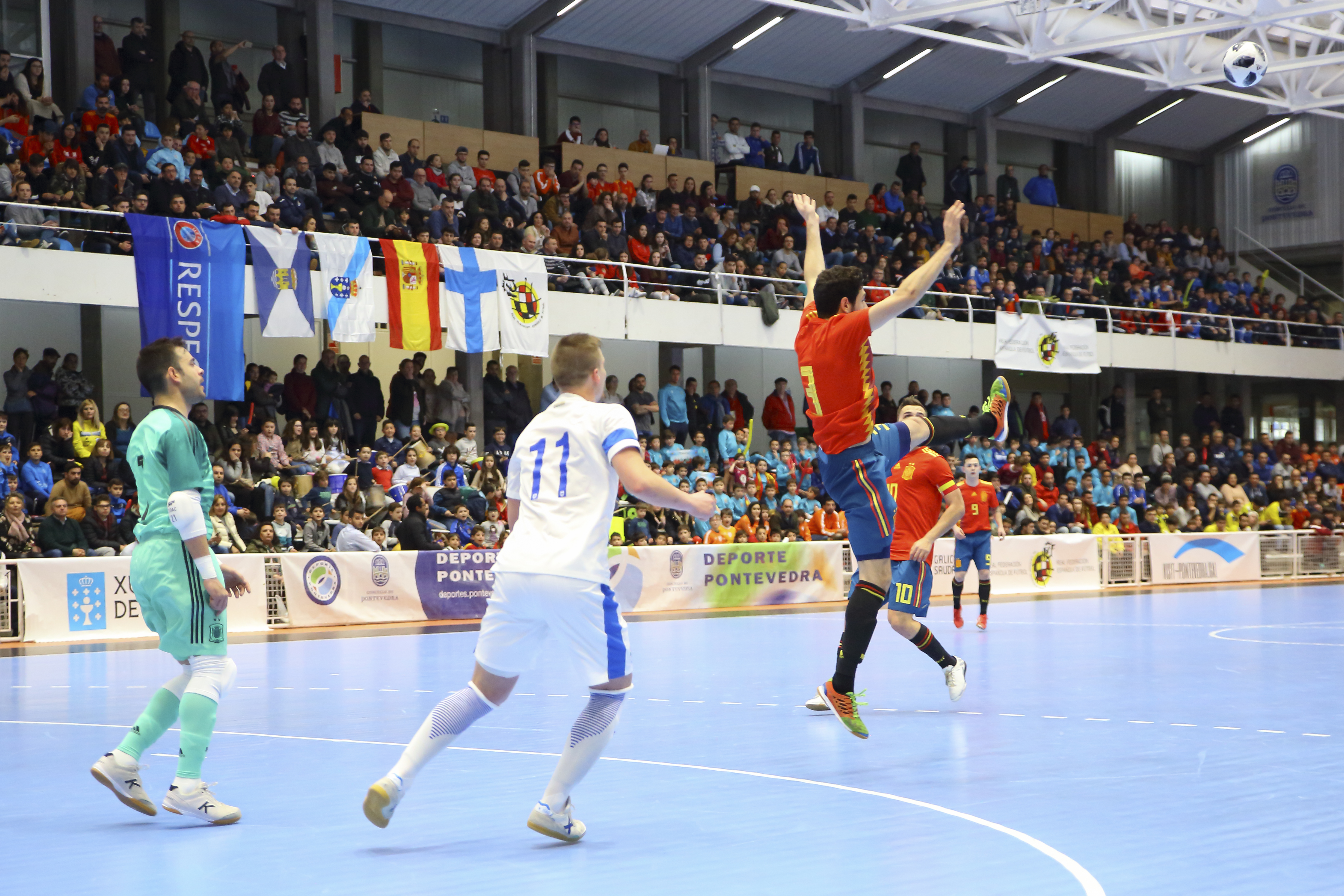
Partido de fútbol sala en 2018.
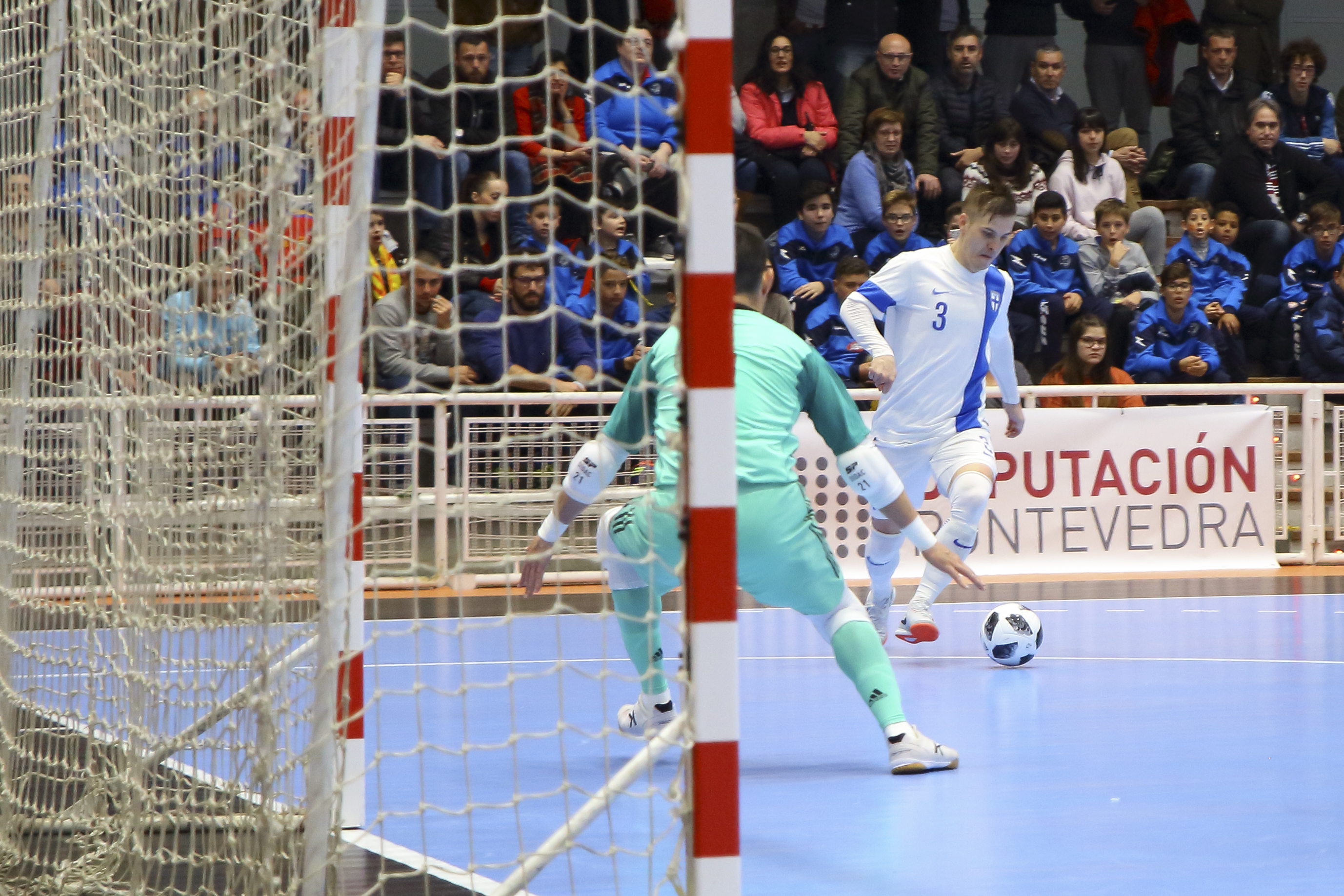
Portería